# أوكسلي (ميزوري)
أوكسلي (بالإنجليزية: Oxly) هي إحدى المجتمعات الفردية (غير مصنفة) في ولاية ميزوري في الولايات المتحدة الأمريكية.

## المناخ
يظهر الجدول التالي التغييرات المناخية على مدار السنة لأوكسلي:
| البيانات المناخية لـأوكسلي        | البيانات المناخية لـأوكسلي | البيانات المناخية لـأوكسلي | البيانات المناخية لـأوكسلي | البيانات المناخية لـأوكسلي | البيانات المناخية لـأوكسلي | البيانات المناخية لـأوكسلي | البيانات المناخية لـأوكسلي | البيانات المناخية لـأوكسلي | البيانات المناخية لـأوكسلي | البيانات المناخية لـأوكسلي | البيانات المناخية لـأوكسلي | البيانات المناخية لـأوكسلي | البيانات المناخية لـأوكسلي |
| الشهر                             | يناير                      | فبراير                     | مارس                       | أبريل                      | مايو                       | يونيو                      | يوليو                      | أغسطس                      | سبتمبر                     | أكتوبر                     | نوفمبر                     | ديسمبر                     | المعدل السنوي              |
| --------------------------------- | -------------------------- | -------------------------- | -------------------------- | -------------------------- | -------------------------- | -------------------------- | -------------------------- | -------------------------- | -------------------------- | -------------------------- | -------------------------- | -------------------------- | -------------------------- |
| متوسط درجة الحرارة الكبرى °م (°ف) | 8 (46)                     | 11 (51)                    | 16 (61)                    | 22 (72)                    | 27 (80)                    | 31 (88)                    | 33 (92)                    | 33 (91)                    | 29 (84)                    | 23 (73)                    | 16 (60)                    | 9 (48)                     | 21 (70)                    |
| متوسط درجة الحرارة الصغرى °م (°ف) | −6 (21)                    | −4 (25)                    | 1 (33)                     | 6 (42)                     | 11 (52)                    | 16 (61)                    | 18 (65)                    | 17 (63)                    | 13 (55)                    | 6 (42)                     | 0 (32)                     | −4 (24)                    | 6 (43)                     |
| الهطول مم (إنش)                   | 91 (3.6)                   | 86 (3.4)                   | 120 (4.6)                  | 120 (4.9)                  | 120 (4.9)                  | 99 (3.9)                   | 99 (3.9)                   | 94 (3.7)                   | 99 (3.9)                   | 84 (3.3)                   | 100 (4.1)                  | 71 (2.8)                   | 1٬200 (48)                 |
| المصدر: Weatherbase               |                            |                            |                            |                            |                            |                            |                            |                            |                            |                            |                            |                            |                            |